# Reprezentacja Filipin w rugby 7 kobiet
Reprezentacja Filipin w rugby 7 kobiet – zespół rugby 7, biorący udział w imieniu Filipin w meczach i sportowych imprezach międzynarodowych, powoływany przez selekcjonera, w którym mogą występować wyłącznie zawodnicy posiadający obywatelstwo tego kraju, mieszkający w nim, bądź kwalifikujący się ze względu na pochodzenie rodziców lub dziadków. Za jego funkcjonowanie odpowiedzialny jest Philippine Rugby Football Union, członek Asia Rugby i World Rugby.
Po raz pierwszy została powołana w roku 2010.

## Turnieje

### Udział wigrzyskach Azji Południowo-Wschodniej
| Rok  | Wynik | Źródło |
| ---- | ----- | ------ |
| 2007 | –     |        |
| 2015 | 3.    |        |